# Léonce Jore
Léonce Jore (* 21. Mai 1882 auf Madagaskar; † 29. September 1975 in Vevey; vollständiger Name: Léonce Alphone Noël Henri Jore) war ein französischer Kolonialbeamter. Er war Gouverneur von Niger, Senegal und Neukaledonien sowie Hochkommissar für den Pazifik.

## Leben
Léonce Jores 1885 in Senegal verstorbener Vater war Purser, sein Großvater Kontrollbeamter in der französischen Marine- und Kolonialverwaltung. Léonce Jore begann seine berufliche Laufbahn in Französisch-Westafrika. Er war zunächst von 1904 bis 1906 stellvertretender Kreisverwalter von Bamako, anschließend kommissarischer Kreiskommandant von Kita. Von 1907 bis 1908 arbeitete er als Privatsekretär von Victor Ballot, des Gouverneurs von Guadeloupe. Danach kehrte Jore nach Afrika zurück und lebte zunächst in Fatick. Er übernahm das Amt des Kreiskommandanten von Dagana, bevor er von 1909 bis 1914 für die Direktion für administrative und politische Angelegenheiten des Generalgouverneurs von Französisch-Westafrika tätig war. 1911 machte Jore sein Doktorat in Politik- und Wirtschaftswissenschaften an der Universität von Paris. Nachdem er von 1918 bis 1919 in der Elfenbeinküste gelebt hatte, wurde er Kontrollbeamter für das französische Hochkommissariat von Syrien und Libanon, wo er mit zahlreichen Missionen betraut wurde.
Léonce Jore wurde 1923 zum Gouverneur der Niger-Kolonie ernannt. Er übernahm dieses Amt bis 1925 kommissarisch von Jules Brévié. 1926 wurde Jore Gouverneur von Senegal. 1930 erhielt er den Auftrag, eine funktionierende Verwaltung in Französisch-Ozeanien aufzubauen. Anschließend übernahm er kommissarisch die Regierungsgeschäfte in Neukaledonien (1932) und in Madagaskar (1933). Seine letzten politischen Ämter übte er als Gouverneur von Neukaledonien und als Hochkommissar für den Pazifik aus. Leonce Jore veröffentlichte eine Reihe von Schriften zu kolonialen Themen und wurde 1962 Mitglied der Académie des Sciences d’Outre-Mer.

## Schriften
- La République de Libéria. Dissertation, Paris 1911.
- George Pritchard, l’adversaire de la France à Tahiti (1796–1883). 1930.
- Essai de bibliographie du Pacifique. 1931.
- Un Belge au service de la France dans l’Océan pacifique, notice historique et biographique concernant J. A. Moerenhout, consul général des États-Unis aux Iles océaniennes de 1835 à 1837, consul de France à Tahiti de 1839 à 1844, auteur des Voyages aux îles du Grand Océan. 1944.
- Mes ancêtres acadiens. 1955.
- L’Océan Pacifique au temps de la Restauration et de la Monarchie de juillet, 1815–1848. 1959.
- Autour de «la Chaumière africaine». 1965
- Les Etablissements français sur la Côte occidentale d’Afrique de 1758 à 1809. 1965.

## Ehrungen
- 1965: Gouverneur général honoraire de la France d’Outre-Mer (Ehren-Generalgouverneur der französischen Überseegebiete)[3]